# Haruhiro Yamashita
Haruhiro Yamashita (n. 11 noiembrie 1938, Uwajima, Prefectura Ehime, Japonia) este un gimnast artistic ce a reprezentat Japonia, medaliat olimpic. A participat la o ediție a Jocurilor Olimpice (1964) în care a câștigat două medalii de aur.

## Participări
Lista de mai jos prezintă principalele competiții la care a participat Haruhiro Yamashita de-a lungul carierei.
- gymnastics at the 1964 Summer Olympics – men's vault[*]